# Giuseppe Maria Maragioglio
Giuseppe Maria Maragioglio (Salemi, 17 maggio 1811 – Patti, 20 gennaio 1888) è stato un vescovo cattolico italiano.

## Biografia
Nacque a Salemi il 17 maggio 1811.
Entrò nell'Ordine dei frati minori cappuccini e, dopo l'ordinazione sacerdotale, fu impegnato nella guida dei confratelli a diversi livelli: provinciale a Palermo, definitore generale dell'ordine a Roma, procuratore generale e generale dei frati cappuccini.
Eletto vescovo di Patti il 13 marzo 1875, fu consacrato a Palermo dal cardinale Michelangelo Celesia il 4 aprile dello stesso anno.
Morì a Patti il 20 gennaio 1888.

## Genealogia episcopale
La genealogia episcopale è:
- Cardinale Scipione Rebiba
- Cardinale Giulio Antonio Santori
- Cardinale Girolamo Bernerio, O.P.
- Arcivescovo Galeazzo Sanvitale
- Cardinale Ludovico Ludovisi
- Cardinale Luigi Caetani
- Cardinale Ulderico Carpegna
- Cardinale Paluzzo Paluzzi Altieri degli Albertoni
- Papa Benedetto XIII
- Papa Benedetto XIV
- Papa Clemente XIII
- Cardinale Marcantonio Colonna
- Cardinale Giacinto Sigismondo Gerdil, B.
- Cardinale Giulio Maria della Somaglia
- Cardinale Luigi Lambruschini
- Cardinale Girolamo d'Andrea
- Cardinale Michelangelo Celesia, O.S.B.
- Vescovo Giuseppe Maria Maragioglio, O.F.M.Cap.